# Triptyque (éditeur)
Pour les articles homonymes, voir Triptyque (homonymie).
 (7 novembre 2024).
En 1977, les éditions Triptyque et le magazine Mœbius – son pendant périodique – ont été fondées à Montréal par Pierre DesRuisseaux, Guy Melançon et Raymond Martin dans le but de promouvoir des textes d'un genre éclectique et d'une qualité d'écriture évidente, et d'animer la ferveur de tous ceux et celles pour qui la lecture constitue une activité privilégiée.
La maison a été dirigée par Robert Giroux dès 1981 et a publié entre autres Maxime-Olivier Moutier, Marie Hélène Poitras, Myriam Beaudoin, Julie Hétu et Mathieu Arsenault. Elle a ensuite été dirigée par Jean-Michel Théroux de 2016 à 2018.
Les éditions Triptyque sont désormais dirigées par Nicholas Dawson. Elles accueillent les projets d’auteur·rices issu·es de tous les milieux, célébrant l’expression des subjectivités et incarnant la pluralité du monde contemporain. Elles publient des romans, des récits, des recueils de nouvelles, des essais narratifs et des textes hybrides, ainsi que de la poésie.
Les éditions Triptyque ont pour mission de publier des livres qui ne craignent ni l’hybridité des genres ni les expérimentations langagières, qui encouragent la compassion et la création de communautés, et qui contribuent à bâtir un monde égalitaire, solidaire et bienveillant.
Elles ont rejoint le Groupe Nota bene en 2016, un regroupement éditorial résolument féministe, antiraciste et intersectionnel composé des éditions Alias, Le lézard amoureux, Nota bene, Triptyque et Varia.

## Historique
1977 constituait à la fois la fin d'une époque et le début d'un temps nouveau, une période charnière de la modernité montante. Le Parti québécois se retrouvait depuis peu enfin au pouvoir, le champ politique prenant ainsi la relève de toute l'énergie que les champs artistique et intellectuel avaient jusqu'alors drainée. Nous assistions à la fin de tout un mouvement de réflexion et d'animation underground, contre-culturel. Cette contre-culture avait pris des visages diversifiés pendant sept ou huit ans, dès la fondation de la revue Mainmise par Michel Chevrier, Jean Basile et Cie, et ses dossiers sur la vie sociale en commune, le retour à la terre, la défense des minorités, la critique de la consommation à outrance, la folie, les drogues, la musique rock, la macrobiotique, tout ce que l'on appellera plus tard le comportement « granola » quand on cherchera à le banaliser, et dont la publication du célèbre Catalogue des outils planétaires par Flammarion sonna pour ainsi dire le glas. Les Séguin, entre autres, auront été les porte-étendards de ce mouvement, avec Raoul Duguay et l'Infonie comme marchepied. Plus urbains et sur fond de musique rock, Lucien Francoeur et Aut'Chose se feront les chantres de « beautiful losers » comme Jim Morrison, Arthur Rimbaud, Émile Nelligan, pour ne nommer qu'eux, symboles d'une jeunesse exacerbée par le sexe, la drogue, la prostitution et la création visionnaire d'un monde anarchiste sans autorité politique et sans contraintes sociales.

## Le triptyque fondateur
Pierre DesRuisseaux, Raymond Martin et Guy Melançon étaient bien loin de la « nouvelle écriture » formaliste et un peu pointue qui allait sévir à l'époque en littérature – soutenue par La Barre du jour, Les Herbes rouges, la direction de l'UNEQ, la critique littéraire du Devoir et les jeunes et moins jeunes professeurs des cégeps et des universités. Raymond Martin et Guy Melançon provenaient tout droit d'O-Pti-Zoizo, ce haut lieu de la culture « naturelle » et macrobiotique sur le boulevard Saint-Laurent, l'incarnation du granola à sa plus pure expression. Il y avait là L'Emmanuscrit, une imprimerie répondant aux besoins du commerce qui vivait de belles heures, et qui servit même à imprimer un titre de Claude Péloquin. La maison O-Pti-Zoizo finança en partie l'impression du premier titre des Éditions Triptyque. Il s'agissait de Magie et sorcellerie populaires au Québec, de Pierre DesRuisseaux, un ouvrage grand public tiré à 3000 exemplaires.
DesRuisseaux écrivait et publiait déjà des ouvrages à caractère ethnographique aux Éditions de l'Aurore, fréquentait une Latino, menait à sa façon des recherches sur les cultures populaires et s'adonnait à la traduction; il était donc éveillé à une pluriculture panaméricaine très vivante, un intérêt qui n'a fait que s'amplifier avec les années. Raymond Martin réalisait des encres qu'il proposait à la revue Mœbius. Guy Melançon, lui, était imprimeur et typographe, et il voulut rapidement devenir indépendant. L'Emmanuscrit déménagea donc, mais continua d'imprimer les premiers numéros de la revue, jusqu'à ce que les imprimeurs Ginette Nault et Daniel Beaucaire prennent la relève.
Par ailleurs, ce qui intéressait d'abord et avant tout les trois fondateurs, comme les trois panneaux d'un triptyque, c'était la poésie. La revue et les éditions vont alors mettre en circulation des textes poétiques d'auteurs provenant de secteurs d'activités culturelles très divers; issus de milieux populaires, imprégnés d'artisanat plutôt que d'art, dotés de très peu de moyens financiers mais amoureux des livres et du milieu de la littérature, grands lecteurs devant l'Éternel, autodidactes pour ainsi dire fervents, les fondateurs des Éditions Triptyque et de la revue Mœbius établissaient ce qu'on pourrait appeler des ateliers de travail, le plus souvent autour d'une table de cuisine, comme cela se faisait, semble-t-il, au Noroît ou aux Herbes rouges...
Quand Robert Giroux se manifeste autour de 1980, il apporte avec lui le discours universitaire, de même que l'expérience éditoriale qu'il a acquise lors d'un séjour actif au sein des Éditions coopératives Albert Saint-Martin. Ces dernières étaient surtout axées sur les études sociales, institutionnelles, et Giroux avait échoué dans sa timide tentative d'imposer la publication de fictions littéraires.N'y avait été publiée qu'une pièce dramatique de Léo Lévesque : Quand j'lui ai dit ça, a parti à rire. L'invitation que lui lança DesRuisseaux de prendre la direction de Triptyque tombait donc pile. Les premiers titres que Giroux suggère ont pour but d'élargir davantage l'éventail des genres littéraires jusque-là pratiqués aux éditions. Avec l'accord des fondateurs, il propose au public des récits, des romans et déjà quelques essais portant sur la littérature et sur la chanson, amorçant avec ces derniers une collection axée sur la chanson/musique populaire francophone.
Les Éditions Triptyque commencent donc à diversifier leur production dès le début les années 1980. [...] Les premiers livres vont être étiquetés Mœbius/Triptyque et afficher une allure modeste, sobre et soignée. La poésie rejoignant un public relativement restreint et de surcroît fortement sollicité, la maison ouvre alors son catalogue naissant aux romans, aux recueils de courts récits et aux essais. Dans le même coup d'envoi, elle acquiert la plupart des titres des Éditions de la lune occidentale, alors dirigées par le généreux Jacques Renaud.
Entre 1985 et 1990, les Éditions Triptyque publient une quinzaine de titres par année. Elles en publient un nombre plus important aujourd'hui, encourageant la relève de tous âges et s'ouvrant au marché européen francophone ; elles pratiquent la coédition et la traduction, et négocient les droits ; enfin, elles profitent de l'expérience de distributeurs chevronnées : Prologue d'abord, puis Dimedia depuis juillet 2000, la Librairie du Québec à Paris (Distribution du Nouveau Monde, D.N.M.) pour l'Europe francophone, et enfin Exportlivre partout ailleurs dans le monde.

## Amitié et solidarité
La revue Mœbius, toujours très active, est financièrement indépendante des Éditions Triptyque, mais solidaire de leurs activités d'animation et de promotion des littératures québécoise et canadienne. Triptyque et Mœbius ont d'ailleurs été dirigées par la même équipe jusqu'en 2020.

## Honneurs récents
- Joël Des Rosiers, prix Atanase-David 2015 pour l'ensemble de son œuvre ;
- Marcel Labine, prix Félix-Antoine-Savard de poésie 2008 pour « Cadences », dans Mœbius no 116 ;
- Sandra Rompré-Deschênes, Prix des nouvelles voix de la littérature du Salon du livre de Trois-Rivières pour La maison mémoire (roman, 2007) ;
- Marie Hélène Poitras, médaille de bronze aux 2007 Independent Publisher Book Awards (prix offert par le périodique américain Independent Publisher), dans la catégorie « Canada (East) Best Regional Fiction », pour Suddenly the Minotaur (DC Books, traduction de Patricia Claxton), version anglaise de Soudain le Minotaure (roman, 2002, Prix Anne-Hébert 2003) ;
- Maude Smith Gagnon, Prix Émile-Nelligan 2006, pour Une tonne d'air (poésie, 2006) ;
- Diane Jacob, Grand prix du livre de la Montérégie 2007 pour Le vertige de David (roman, 2006) ;
- Hugh Hazelton, Prix du Gouverneur général du Canada 2006, catégorie traduction, pour Vetiver (Signature Editions; distribué par University of Toronto Press), traduction anglaise de Vétiver de Joël Des Rosiers (poésie, 1999, Grand prix du livre de la Ville de Montréal).